# 鵜の木

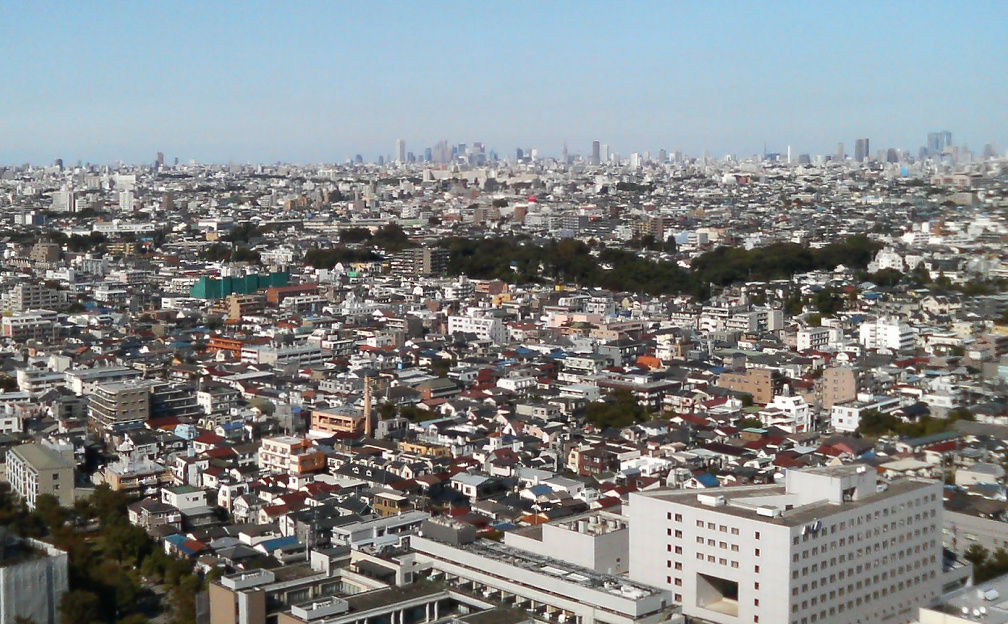
ザ・リバープレイスから見た鵜の木の町並み

鵜の木（うのき）は、東京都大田区の町名。鵜の木一丁目から鵜の木三丁目まであり、住居表示実施済区域。

## 地理
大田区の西部に位置し、西辺は多摩川に隣接する。東部は東京都道311号環状八号線（環八通り）に接し、これを境に東嶺町・南久が原へそれぞれ接する。北部は田園調布南に、北東部は西嶺町に、南西部から南部にかけては下丸子にそれぞれ接している（地名はいずれも大田区）。町域内を縦貫する形で、多摩堤通りが通っており、それとほぼ平行して東急多摩川線が通っている。環境は、他の大田区地域と同様に町工場が点在する他は、概ね住宅地となっている。近年は新しいマンションも増えているが、古くから建っている木造・低層住宅が未だ多く残されており、中には昔ながらの長屋も見掛けられる。多摩川の河川敷沿いは、散歩やジョギング、サイクリングに適した場所として知られる。
最寄駅となる東急多摩川線鵜の木駅の周囲には鵜の木商店街がある。
以前は森10系統（池上営業所、下丸子線）のバスが多摩堤通りを通っており、交通手段として利用されていたが、1993年に路線が廃止されたため、現在では当地域へバスは通っていない。

## 歴史

### 地名の由来
1826年（文政9年）に編纂された史書、『新編武蔵風土記稿』によれば、「鵜ノ木村は荏原郡の南にあり、村名の起こりは村内鵜ノ森明神の社あるによれりと土人は云えり」とある。ここで言う明神社がどこに存在したのか現在となっては定かではないが、この一帯は昔、鵜が非常に多く住み着いており、豊かな森が広がっていたことからも、そこから自然発生的に呼ばれた「鵜ノ森」から地名が来たと考えられている。
また、鵜の木に古くからある光明寺の記録によれば、1292年（正応5年）には既に「鵜ノ木」の呼称が使われていたとされている。

### 沿革
- 749年から756年（天平勝宝年間） - 寺伝によれば、この地へ行基が光明寺を開創したとされている[5]。
- 1489年（延徳元年） - この年、下野国から来た天明氏により、この地が開拓されて村落が作られたとされている[4]。当時の地名は武州荏原郡鵜ノ木村と記されている[4]。
- 1826年（文政9年） - この当時、鵜ノ木村の戸数は57戸とされている[4]。
- 1869年（明治2年）3月21日（旧暦：2月9日） - 荏原郡が品川県への所属となる。
- 1872年（明治5年）9月3日（旧暦：7月17日） - 「江戸ヲ称シテ東京ト為スノ詔書」によって、江戸府が東京府となった。この時期の鵜ノ木村は、戸数64戸、人口317人とされている[6]。
- 1878年（明治11年） - 「郡区町村編制法」によって荏原郡の所属となる。これにより、呼称は東京府荏原郡鵜ノ木村となる。
- 1889年（明治22年） - 町村制の施行により上沼部村・下沼部村・峰村と合併して調布村となり、鵜ノ木は大字となる。更に小字は上原・上郷・下郷・河原・大塚（飛び地）となる。
- 1923年（大正13年）2月29日 - 東急目蒲線に鵜ノ木駅（現在の東急多摩川線・鵜の木駅）が新設される。
- 1928年（昭和3年）4月1日 - 調布村に町制が施行されたため、地名が調布村から東調布町に変わる。
- 1932年（昭和7年）10月1日 - 荏原郡が東京市に編入し東調布町は、周囲の大森町・入新井町・池上町・馬込町と共に大森区となり、呼称は東京市大森区調布鵜ノ木町、調布大塚町（飛び地分）となる。
- 1934年（昭和9年）12月1日 - 鵜ノ木駅前に住宅街が開発される。
- 1941年（昭和16年）11月1日 - 大森嶺郵便局（現在の大田鵜の木郵便局）が設置される。
- 1947年（昭和22年）3月15日 - 大森区と蒲田区が統合された事に伴い、大田区の所属となる。
- 1971年（昭和46年）8月 - 1962年（昭和37年）に施行された「住居表示に関する法律」により、住居表示を実施。調布鵜ノ木町の大部分と、調布嶺町の全域をもって鵜の木一丁目から三丁目に町名変更。
- 2000年（平成12年）8月6日 - 東急目蒲線が分割され、東急多摩川線が開通。多摩川 - 蒲田間となり、目黒方面へは同時に開通した東急目黒線へ乗り換えなくてはならなくなった。また多摩川線開業とほぼ同時に、鵜の木駅の改修工事や鵜の木駅前の区画整理も行われた（鵜の木ガーデン21）。

## 世帯数と人口
2024年（令和6年）4月1日現在（東京都発表）の世帯数と人口は以下の通りである。
| 丁目         | 世帯数    | 人口     |
| ------------ | --------- | -------- |
| 鵜の木一丁目 | 2,137世帯 | 4,157人  |
| 鵜の木二丁目 | 3,312世帯 | 5,675人  |
| 鵜の木三丁目 | 2,723世帯 | 4,649人  |
| 計           | 8,172世帯 | 14,481人 |

### 人口の変遷
国勢調査による人口の推移。
| 年                 | 人口   |
| ------------------ | ------ |
| 1995年（平成7年）  | 10,755 |
| 2000年（平成12年） | 10,796 |
| 2005年（平成17年） | 10,921 |
| 2010年（平成22年） | 11,333 |
| 2015年（平成27年） | 12,277 |
| 2020年（令和2年）  | 14,373 |

### 世帯数の変遷
国勢調査による世帯数の推移。
| 年                 | 世帯数 |
| ------------------ | ------ |
| 1995年（平成7年）  | 4,838  |
| 2000年（平成12年） | 5,168  |
| 2005年（平成17年） | 5,504  |
| 2010年（平成22年） | 5,841  |
| 2015年（平成27年） | 6,453  |
| 2020年（令和2年）  | 7,814  |

## 学区
区立小・中学校に通う場合、学区は以下の通りとなる（2023年3月時点）。
| 丁目         | 街区                | 小学校                   | 中学校                 |
| ------------ | ------------------- | ------------------------ | ---------------------- |
| 鵜の木一丁目 | 2番 7〜9番          | 大田区立嶺町小学校       | 大田区立大森第七中学校 |
| 鵜の木一丁目 | 1番 3〜6番 10〜26番 | 大田区立東調布第三小学校 | 大田区立大森第七中学校 |
| 鵜の木二丁目 | 5〜8番              | 大田区立東調布第三小学校 | 大田区立大森第七中学校 |
| 鵜の木二丁目 | 1〜4番 9〜49番      | 大田区立嶺町小学校       | 大田区立大森第七中学校 |
| 鵜の木三丁目 | 全域                | 大田区立嶺町小学校       | 大田区立大森第七中学校 |

## 事業所
2021年（令和3年）現在の経済センサス調査による事業所数と従業員数は以下の通りである。
| 丁目         | 事業所数  | 従業員数 |
| ------------ | --------- | -------- |
| 鵜の木一丁目 | 52事業所  | 353人    |
| 鵜の木二丁目 | 241事業所 | 1,777人  |
| 鵜の木三丁目 | 105事業所 | 943人    |
| 計           | 398事業所 | 3,073人  |

### 事業者数の変遷
経済センサスによる事業所数の推移。
| 年                 | 事業者数 |
| ------------------ | -------- |
| 2016年（平成28年） | 398      |
| 2021年（令和3年）  | 398      |

### 従業員数の変遷
経済センサスによる従業員数の推移。
| 年                 | 従業員数 |
| ------------------ | -------- |
| 2016年（平成28年） | 2,824    |
| 2021年（令和3年）  | 3,073    |

## 施設
- 大田鵜の木郵便局
- 多摩堤通り
- 東急多摩川線鵜の木駅
- 大田区役所鵜の木特別出張所
- 東京法務局城南出張所
- 鵜の木松山公園
- 東京高等学校
- 嶺町幼稚園
- 大田区立多摩堤保育園
- 多摩堤保育園
- 鵜の木児童館
- 鵜の木老人いこいの家
- ゆうゆうくらぶ鵜の木
- 鵜の木商店街 - 鵜の木商店連合会として1953年に組合が出来た。
- 光明寺
- 増明院

## 催事

### 全国鵜の木まつり
毎年7月下旬に行われる。日本全国の鵜の木という名の付く町と共同開催し、当地で行われる。全国各地の名産品・特産品などが集められ、それぞれの地元からの人々も集まる。

### 盆踊り大会
毎年8月23日前後に2日間行われ、夕方から深夜にかけて盆踊り大会が行われる。老若男女問わず参加しているのが特徴。一般的には前半に子供用となっていることが多い。

### 町たんけん嶺小クイズラリー
2020年から始まり、7月から8月の夏休みの期間と12月と1月の冬休みの期間に開催されている。田園調布南に位置する大田区立嶺町小学校の学校内で解答用紙が配られており、掲示板や公園、地域の商業施設などに問題が貼られている。期間中に解答を同学校に提出すると、正答率に応じてプレゼント引換券が配られる。

## その他

### 日本郵便
- 郵便番号 : 146-0091[2]（集配局 : 千鳥郵便局[18]）。